# Armadilloniscus notojimensis
Armadilloniscus notojimensis är en kräftdjursart som först beskrevs av Nunomura 1990.  Armadilloniscus notojimensis ingår i släktet Armadilloniscus och familjen Detonidae. Inga underarter finns listade i Catalogue of Life.